# George Tichenor
 George A. Tichenor  (2. února 1920, Logansport – 25. září 1998, Logansport) byl americký automobilový závodník, účastník formule 1 a série AAA v letech 1952 – 1955.

## Kompletní výsledky ve formuli 1
| Legenda k tabulce | Legenda k tabulce                                                                       |
| Barva             | Výsledek                                                                                |
| ----------------- | --------------------------------------------------------------------------------------- |
| Zlatá             | Vítěz                                                                                   |
| Stříbrná          | 2. místo                                                                                |
| Bronzová          | 3. místo                                                                                |
| Zelená            | Bodované umístění                                                                       |
| Modrá             | Nebodované umístění                                                                     |
| Modrá             | Dokončil neklasifikován (NC)                                                            |
| Fialová           | Odstoupil (Ret)                                                                         |
| Červená           | Nekvalifikoval se (DNQ)                                                                 |
| Červená           | Nepředkvalifikoval se (DNPQ)                                                            |
| Černá             | Diskvalifikován (DSQ)                                                                   |
| Bílá              | Nestartoval (DNS)                                                                       |
| Bílá              | Závod zrušen (C)                                                                        |
| Světle modrá      | Pouze trénoval (PO)                                                                     |
| Světle modrá      | Páteční testovací jezdec (TD)                                                           |
| Bez barvy         | Netrénoval (DNP)                                                                        |
| Bez barvy         | Vyřazen (EX)                                                                            |
| Bez barvy         | Nepřijel (DNA)                                                                          |
| Bez barvy         | Odvolal účast (WD)                                                                      |
| Bez barvy         | Nezúčastnil se (prázdné)                                                                |
| Označení          | Význam                                                                                  |
| Tučnost           | Pole position                                                                           |
| Kurzíva           | Nejrychlejší kolo                                                                       |
| †                 | Jezdec nedojel do cíle, ale byl klasifikován, protože odjel více než 90 % délky závodu. |
| ‡                 | Byl udělován poloviční počet bodů, protože bylo odjeto méně než 75 % délky závodu.      |
| Horní index       | Umístění bodujících jezdců ve sprintu                                                   |

| Rok  | Tým          | Šasi              | Motor              | 1   | 2       | 3       | 4   | 5   | 6   | 7   | 8   | 9   | Umístění | Body |
| ---- | ------------ | ----------------- | ------------------ | --- | ------- | ------- | --- | --- | --- | --- | --- | --- | -------- | ---- |
| 1952 | Schmidt      | Kurtis Kraft 4000 | Offenhauser 4,5 L4 | SUI | 500 DNQ | BEL     | FRA | GBR | GER | NED | ITA |     | -        | 0    |
| 1954 | Tom Sarafoff | Kurtis Kraft 2000 | Offenhauser 4,5 L4 | ARG | 500 DNQ | BEL     | FRA | GBR | GER | SUI | ITA | ESP | -        | 0    |
| 1955 | Hopkins      | Lesovsky D        | Offenhauser 4,5 L4 | ARG | MON DNQ | 500 DNQ | BEL | NED | GBR | ITA |     |     | -        | 0    |

### Výsledky z AAA šampionátu
| Datum       | Závod                | Tým                      | Vůz               | Závody            | Pole position |
| 30. 5. 1952 | 500 mil Indianapolis | Schmidt                  | Kurtis Kraft 4000 | Nekvalifikoval se | x             |
| 1. 9. 1952  | 100 mil DuQuoin      | Dr. Morris               | Kurtis Kraft 2000 | Nekvalifikoval se | x             |
| 7. 6. 1953  | Rex Mays Memorial    | Karl Hall/Comm Motor Fgt | Ewing             | Nekvalifikoval se | x             |
| 22. 8. 1953 | 100 mil Springfield  | Belanger                 | Kurtis Kraft 500A | Nekvalifikoval se | x             |
| 26. 9. 1953 | Hoosier Hundred      | Shaheen                  | Hill              | Nekvalifikoval se | x             |
| 31. 5. 1954 | 500 mil Indianapolis | Tom Sarafoff             | Kurtis Kraft 2000 | Nekvalifikoval se | x             |
| 30. 5. 1955 | 500 mil Indianapolis | Hopkins                  | Lesovsky D        | Nekvalifikoval se | x             |